# Vrtoče
Vrtoče es un pueblo ubicado en el municipio de Bosanski Petrovac, en el cantón de Una-Sana, Bosnia y Herzegovina.

## Superficie
Posee una superficie de 28,87 kilómetros cuadrados.

## Demografía
Hasta 2013 la población era de 176 habitantes, con una densidad de población de 6,1 habitantes por kilómetro cuadrado.